# Iwan Bakanow

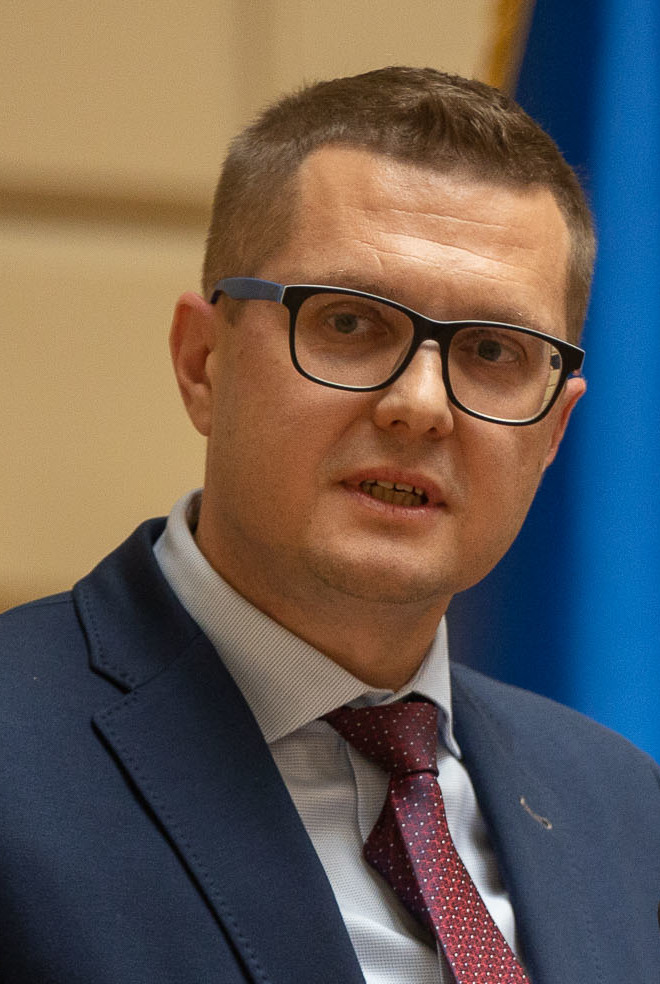
Iwan Bakanow im Juli 2019

Iwan Hennadijowytsch Bakanow (ukrainisch Іван Геннадійович Баканов; * 2. Mai 1974 in Krywyj Rih, Ukrainische SSR) ist ein ukrainischer Politiker und politischer Beamter.
Er war vom 2. Dezember 2017 bis 27. Mai 2019 Vorsitzender der Partei Sluha narodu und war vom 29. August 2019 bis zum 17. Juli 2022 Leiter des Sicherheitsdienstes der Ukraine. Zudem ist er Mitglied des Nationalen Sicherheits- und Verteidigungsrates der Ukraine.

## Leben
Iwan Bakanow kam in Krywyj Rih in der ukrainischen Oblast Dnipropetrowsk zur Welt und war ein Jugendfreund des Präsidenten der Ukraine Wolodymyr Selenskyj. Sie lebten im selben Haus und gingen in dieselbe Schule. Er absolvierte 1997 die Nationale Wadym-Hetman-Wirtschaftsuniversität Kiew und 2006 die Akademie für Arbeit, soziale Beziehungen und Tourismus (Академія праці, соціальних відносин і туризму), ebenfalls in Kiew.
Vom 25. Januar 2013 an leitete er die Kabaretttruppe «Kwartal 95» (ТОВ «Квартал 95», zu deutsch „95. Wohnblock“) und ab dem 27. Dezember 2013 die Fernsehproduktionsgesellschaft «Studio Kwartal 95 GmbH» (ТОВ Студія «Квартал 95»), das die Polit-Comedy-Serie Diener des Volkes produzierte, in der Wolodymyr Selenskyj den Präsidenten der Ukraine spielte.
Zwischen dem 2. Dezember 2017 und dem 27. Mai 2019 war er Parteivorsitzender der in der Fernsehserie gleichnamigen, von Wolodymyr Selenskyj gegründeten Partei Sluha narodu (zu deutsch Diener des Volkes). Während des Wahlkampfs zur Präsidentschaftswahl in der Ukraine 2019 leitete er Selenskyjs Wahlkampfstab.
Nachdem Selenskyj Präsident geworden war, ernannte er ihn am 22. Mai 2019 zum ersten stellvertretenden Leiter der SBU, wo er die Abteilung K für Korruptionsbekämpfung und organisierte Kriminalität der Zentraldirektion des Sicherheitsdienstes leitete.
Eine Woche später wurde er am 28. Mai 2019 Mitglied des Nationalen Sicherheits- und Verteidigungsrates der Ukraine und einen Tag darauf zudem Interimschef des SBU, nachdem er einige Tage zuvor den Rang eines Leutnants verliehen bekommen hatte, um Zugang zu Verschlusssachen zu erhalten.
Am 16. Juli 2019 wurde er Mitglied des Nationalen Rates für Korruptionsbekämpfung.
Während der ersten Parlamentssitzung der Werchowna Rada nach der Parlamentswahl, bei der die Partei Sluha narodu die absolute Mehrheit gewann, wurde er am 29. August 2019, in Nachfolge von Wassyl Hryzak, zum Vorsitzenden des Inlandsgeheimdienstes der Ukraine (Sluschba bespeky Ukrajiny) ernannt.

## Tätigkeiten als Leiter der SBU
Während seiner Tätigkeit an der Spitze der SBU führte er eine Reihe von Operationen durch. Insbesondere einer der Führer des IS, Al Bara Shishani, der sich in der Ukraine versteckt hielt, wurde inhaftiert.
Außerdem hat die SBU die größte Sendung des Tabakschmuggels in der Geschichte der Ukraine in Höhe von über 120 Millionen UAH sichergestellt. Der Sicherheitsdienst begann, sich verstärkt mit nationalen Sicherheitsfragen und Spionageabwehraktivitäten zu befassen, systematisch Spezialoperationen in der Ostukraine durchzuführen und den Aktivitäten russischer Hacker entgegenzuwirken. Iwan Bakanow selbst erklärte, dass die SBU effektiver werden sollte – nicht nur mit den Konsequenzen umgehen, sondern auch Bedrohungen im Keim neutralisieren. Darauf zielt auch die neue Gesetzesvorlage „About SBU“ ab, die unter der Leitung von Bakanow entwickelt wurde. Die Verabschiedung durch die Werchowna Rada wurde im Frühjahr 2020 erwartet.
Ab Juni 2022 wurde berichtet, Selenskyj wolle Bakanow ersetzen, er sei mitverantwortlich für Versäumnisse beim Stoppen des russischen Vormarsches im Februar bzw. er hatte es nicht geschafft, die SBU zu reformieren. Zuvor hatten die beim SBU für die Oblaste Charkiw, Cherson und Krim zuständigen SBU-Abteilungsleiter für Skandale gesorgt, weil sie entweder mit dem Feind zusammen gearbeitet und spioniert hatten (im Falle der Krim), gleich zu Beginn des Krieges Fahnenflucht begangen hatten und korrupt waren (Charkiw) oder inkompetent waren (Cherson). Mehr als 60 Mitarbeiter vom SBU und von Generalstaatsanwaltschaft waren nach Kriegsbeginn in den von Russland besetzten bzw. annektierten ukrainischen Gebieten geblieben und hatten dort mit den Besatzern zusammengearbeitet. Am 17. Juli 2022 wurde Bakanow im Zuge der Entlassung einer großen Zahl von Geheimdienstmitarbeitern auch von seinem Posten entbunden.

## Familie
Iwan Bakanow ist verheiratet und Vater eines Sohnes.